# Заверчук Емілія Іванівна
Емілія Іванівна Заверчук (нар. 2 липня 1939, село Пельтів, тепер село Полтва Буського району Львівської області) — українська радянська діячка, оператор по відгодівлі худоби колгоспу. Депутат Верховної Ради УРСР 11-го скликання.

## Біографія
Освіта середня.
У 1957—1969 роках — колгоспниця, доярка колгоспу імені 50-річчя Великого Жовтня Буського району Львівської області.
У 1969—1971 роках — робітниця Львівського виробничого об'єднання «Прогрес».
З 1971 року — доярка, оператор по відгодівлі великої рогатої худоби колгоспу імені 50-річчя Великого Жовтня села Балучин Буського району Львівської області.
Потім — на пенсії в селі Полтва Буського району Львівської області.

## Нагороди
- орден Леніна
- орден Трудового Червоного Прапора
- медалі